# 6e régiment de cuirassiers (France)
Pour les articles homonymes, voir 6e régiment.
Le 6e régiment de cuirassiers (ou 6e RC) est un régiment de cavalerie de l'Armée de terre française créé sous la Révolution à partir du régiment du Roi cavalerie, un régiment de cavalerie français d'Ancien Régime, sous le nom de 6e régiment de cavalerie avant de prendre sous le Premier Empire sa dénomination actuelle.

## Création et différentes dénominations
- 1635 : levé sous le nom de régiment des Dragons du Cardinal par le cardinal de Richelieu
- 30 juillet 1636 : le régiment est supprimé
- 20 janvier 1638 : rétabli sous le nom de régiment des  Fusiliers à Cheval de Son Éminence
- 1642 : à la mort du cardinal, passe au roi et renommé régiment des Fusiliers à Cheval du Roi
- 1646 : renommé Régiment du Roi-Cavalerie
- 1er janvier 1791 : tous les régiments sont renommés d'après leur arme, et numérotés d'après leur ancienneté dans cette arme. Prend le nom de 6e Régiment de Cavalerie[1].
- 1805 : transformé en régiment de cuirassiers et prend le nom de 6e Régiment de Cuirassiers[1].
- 1814 : renommé Régiment Colonel-Général
- 1815 (seconde Restauration) : renommé Régiment de Condé-Cavalerie
- 1830 : renommé 6e Régiment de Cuirassiers
- 1994 : fusion avec le 12e Régiment de Cuirassiers au sein du 6e-12e Régiment de Cuirassiers. Les traditions du 6e de cuirassiers sont maintenues par le Groupe d'Escadrons-6e cuirassiers. Ce régiment est équipé de chars Leclerc.
- Dissolution du 6e Régiment de Cuirassiers et enroulement de son étendard, le 19 juillet 2009 à Saumur.

## Colonels/chef-de-brigade
- 1791 : Colonel de Dorthan
- 1791 : Colonel de Beaurecueil
- 1792 : Colonel de la Hitte
- 1792 : Colonel Duverger (**)
- 1792 : Colonel Conigliano-Carenthal (*)
- 1793 : Chef-de-Brigade Tardieu
- 1794 : Chef-de-Brigade Pelletier
- 1799 : Chef-de-Brigade Cacatte (colonel en 1803) (*)
- 24 février 1805 : Colonel Rioult d'Avenay (*)
- 1807 : Colonel d'Haugeranville (*)
- 1809 : Colonel Martin
- 1814 : Chef d'escadron de Bryas

1873-1879 au Quartier Ordener à Senlis (source : plaque commémorative des régiments ayant occupé le Quartier Ordener de Senlis)
- 1873 : colonel Dulac
- 1876 : colonel Thomas
- 1892 : lieutenant-colonel Rouvray
- 1955 : lieutenant colonel Briére

1969-1979 au Quartier Mangin à Couvron et Aumencourt (Aisne)
- 1969 : lieutenant-colonel d'Arcangues (*)
- 1972 : lieutenant-colonel Rinjonneau
- 1974 : lieutenant-colonel Gamache
- 1976 : lieutenant-colonel Soulet
- 1978 : lieutenant-colonel Stibio

1979-2009 au Quartier Valmy à Olivet (Loiret)
- 1979 : colonel Stibio
- 1980 : colonel Bourdoncle de Saint Salvy
- 1982 : colonel Triquigneaux
- 1984 : colonel Pougin de la Maisonneuve
- 1986 : colonel Raynaud
- 1988 : lieutenant-colonel André (*)

(*) Officier qui devint par la suite général de brigade.
(**) Officier qui devint par la suite général de division.

## Historique des garnisons, combats et batailles duXXeRI de ligne

### Ancien Régime
Régiment de cavalerie du Roi
- 1740-1748 : Guerre de Succession d'Autriche
  - 1745 :
    - 11 mai Bataille de Fontenoy

### Guerres de la Révolution et de l'Empire
- 1794 : Armée du Nord
  - bataille de Fleurus
- 1799 :
  - Bataille de Stockach
- 1800 :
  - bataille de Hohenlinden
- 1805 :
  - Bataille de Caldiero
- 1809 :
  - bataille de Wagram
  - bataille d'Essling
- 1812 : Campagne de Russie
  - bataille de la Moskowa
- 1813 : Campagne d'Allemagne
  - 16-19 octobre : Bataille de Leipzig
- 1814 : campagne de France,
  - 14 février : Bataille de Vauchamps
  - 28 mars : Bataille de Claye et Combat de Villeparisis
- 1815 : Campagne de Belgique (1815)
  - bataille de Waterloo.

Colonels tués ou blessés en commandant le régiment pendant cette période
Officiers blessés ou tués en servant au 6e RC entre 1808 et 1814 :
Officiers tués : XX
Officiers morts de leurs blessures : XX
officiers blessés : XX

### De 1815 à 1848
Il participe en 1823 à la prise du Trocadéro.

### Second Empire
Pendant la guerre de Crimée, il est aux ordres du colonel Crespin. 
Les 30 mai et 1er juin 1855, le régiment est transporté en Crimée pour arriver début juin sous Sébastopol.
Le 6e cuirassiers s’installe sur les rives de la Tchernaïa puis il est à Kanghil, le 10 à Baidar et se retire à Morwindorff-Seraï. 
- En 1856, le 6e régiment de cuirassiers est de retour en France. Il s’installe à Dole puis à Pont à Mousson en 1857.
- En 1870, il est fait prisonnier avec l'armée impériale à Sedan .

### De 1871 à 1914

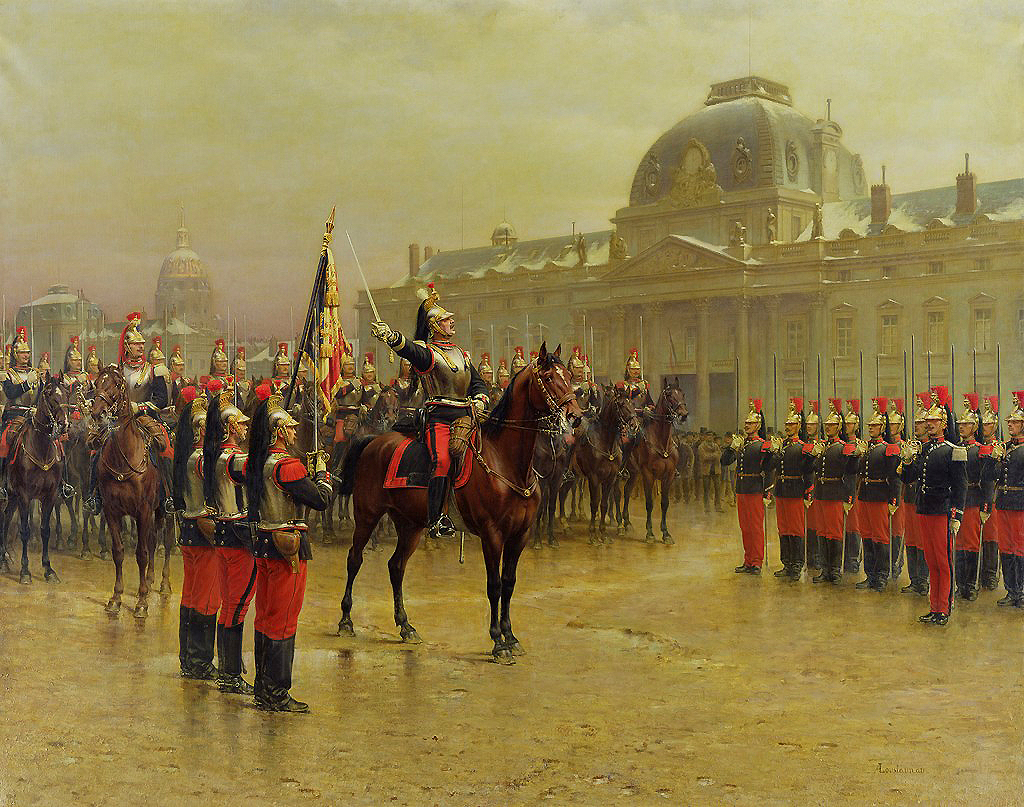
Présentation de l'étendard aux recrues du 6e régiment de cuirassiers devant l'École militaire, tableau de Louis Auguste Loustaunau, 1887.

En 1892, le régiment est en garnison à Paris.
En 1910, le colonel Rossignol était le commandant de ce régiment de cavalerie situé a Sainte-Menehould.

### Première Guerre mondiale

#### 1918
- Bataille de l'Avre : 1918.
- Bataille de l'Aisne: 1918.
- Bataille de Montdidier : 1918.

### Entre-deux-guerres
La 4e division de cavalerie est transformée en juillet 1935 en 1re division légère mécanique, qui a pour régiments les unités suivantes :
- 1re brigade légère mécanique
  - 4e régiment de cuirassiers
  - 18e régiment de dragons
- 2e brigade légère mécanique
  - 6e régiment de cuirassiers
  - 4e régiment de dragons portés
  - 74e régiment d'artillerie

Le 6e cuirassiers devient le régiment de découverte (reconnaissance) de la nouvelle DLM.

### Seconde Guerre mondiale

#### 1940
Le 6e cuirassiers fait partie de la 7e armée du général Henri Giraud qui, en mai 1940, forme l'aile nord du plan Dyle dans la bataille des Pays-Bas. Il avance jusqu'à Tilbourg en Brabant-Septentrional mais, en infériorité face aux Panzerdivisions et à l'aviation allemandes, doit se replier vers Anvers.

#### 1940-1942, sous Vichy

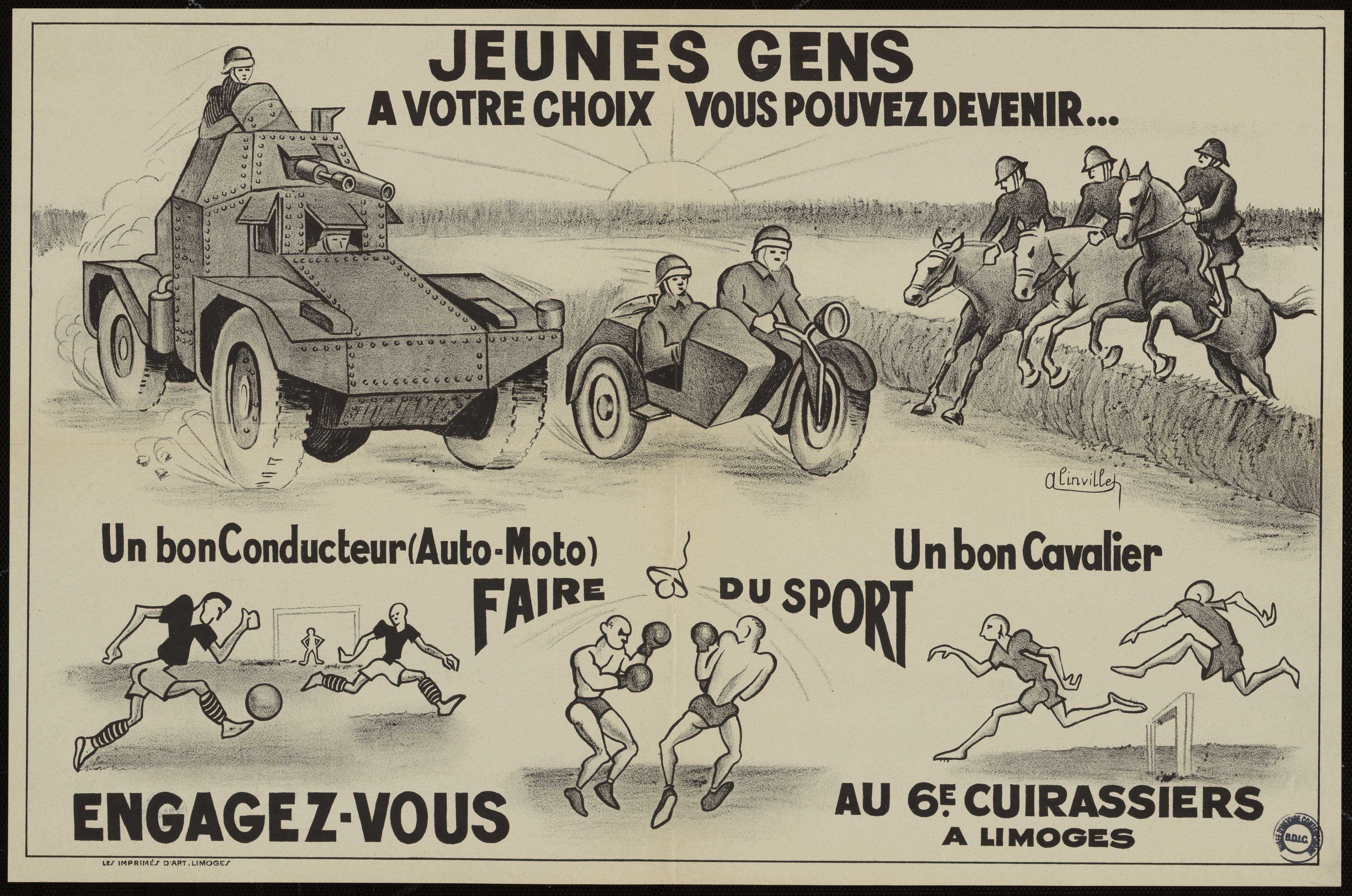
Affiche de recrutement pour le 6e cuirassiers sous Vichy.

Il fait ensuite partie de l’armée d'Armistice à Limoges. Il forme le régiment de cavalerie attaché à la 12e division militaire (Limousin). Un tel régiment regroupe deux escadrons montés, deux escadrons à cheval, trois escadrons cyclistes (équipés notamment de mitrailleuses et de mortiers de 81) et d'un escadron d'AMD Panhard 178 privées de canon antichar.

### De 1945 à nos jours
Le 6e cuir, stationné à Sissonne, est envoyé en Algérie, dans le secteur de Mondovi. Constitué en bataillon de marche du 6e cuir. En fin 1956, début 1957, il est redevenu régiment de cavalerie, 6e régiment de cuirassiers.
Le quartier général et l'atelier régimentaire est basé à Guébar.
En décembre 1963 de retour à Sissonne le régiment est dissous. Les hommes sont mutés vers différents régiments de cavalerie. Le 1er février 1964, le 8e dragons, en garnison à Sarrebourg en Allemagne, change de nom pour devenir le 6e régiment de cuirassiers. Le régiment est constitué de 3 escadrons de Patton M47, d'un escadron de chars AMX-13 SS 11 et d'un escadron de commandement et des services. Les manœuvres se déroulent a Munsingen, Sissonne, Mailly et à Baumholder dans le cadre des forces de l'OTAN.
Rentré en France en 1968 aux ordres du Colonel Bertrand de Montaudoüin. En 1969, ce régiment commandé par le lieutenant-colonel d'Arcangues est rééquipé d'AMX 30 et est stationné au quartier Mangin à Laon-Couvron (ancienne base aérienne de l'US Air Force). En 1974, il est commandé par le lieutenant-colonel (qui deviendra colonel) rinjonneau, puis par le lieutenant-colonel Gamache. En 1976, toujours au même endroit, il est commandé par le lieutenant-colonel Bernard Soulet, secondé par le lieutenant-colonel Raymond Le Corre (qui deviendra par la suite le général commandant la Légion étrangère). En 1976, au quartier Mangin de Couvron, sont stationnés également le QG de la 14e brigade mécanisée, ainsi que le 4e régiment d'artillerie (le premier régiment nucléaire, équipé de Pluton, installés après 1974). Le 6e cuir est alors équipé de 52 chars AMX-30, d'une douzaine de chars AMX 10 P. Les 52 AMX 30 sont répartis dans quatre escadrons de combat, les AMX-10 P sont au cinquième escadron. Il y a également un escadron de commandement et de services, il est stationné à Olivet (Loiret) au quartier Valmy en juillet 1979.
En 1994 il fusionne avec le 12e régiment de cuirassiers au sein du 6e-12e régiment de cuirassiers. Le RC80 "Leclerc Cavalerie" est commandé par le Colonel Huberdeau, le GE 6RC par le Lieutenant-Colonel de Chambord. Les traditions du 6e de cuirassiers sont maintenues par le groupe d'escadrons-6e cuirassiers. Ce régiment est équipé de chars Leclerc. Il est dissous puis son étendard est enroulé le 19 juillet 2009 à Saumur.

## Bataille portée à l'étendard du régiment
Il porte, cousues en lettres d'or dans ses plis, les inscriptions suivantes, :
- Fleurus 1794
- Hohenlinden 1800
- Wagram 1809
- La Moskova 1812
- L'Avre 1918
- l'Aisne 1918
- Montdidier 1918
- AFN 1952-1962

## Décorations
Sa cravate est décorée:
De la croix de guerre 1914-1918, avec 2 palmes et une étoile de vermeil
De la croix de guerre 1939-1945 avec une palme 
- Il porte la fourragère aux couleurs du ruban de la croix de guerre 1914-1918.

## Traditions et uniformes

### Uniformes d'Ancien Régime

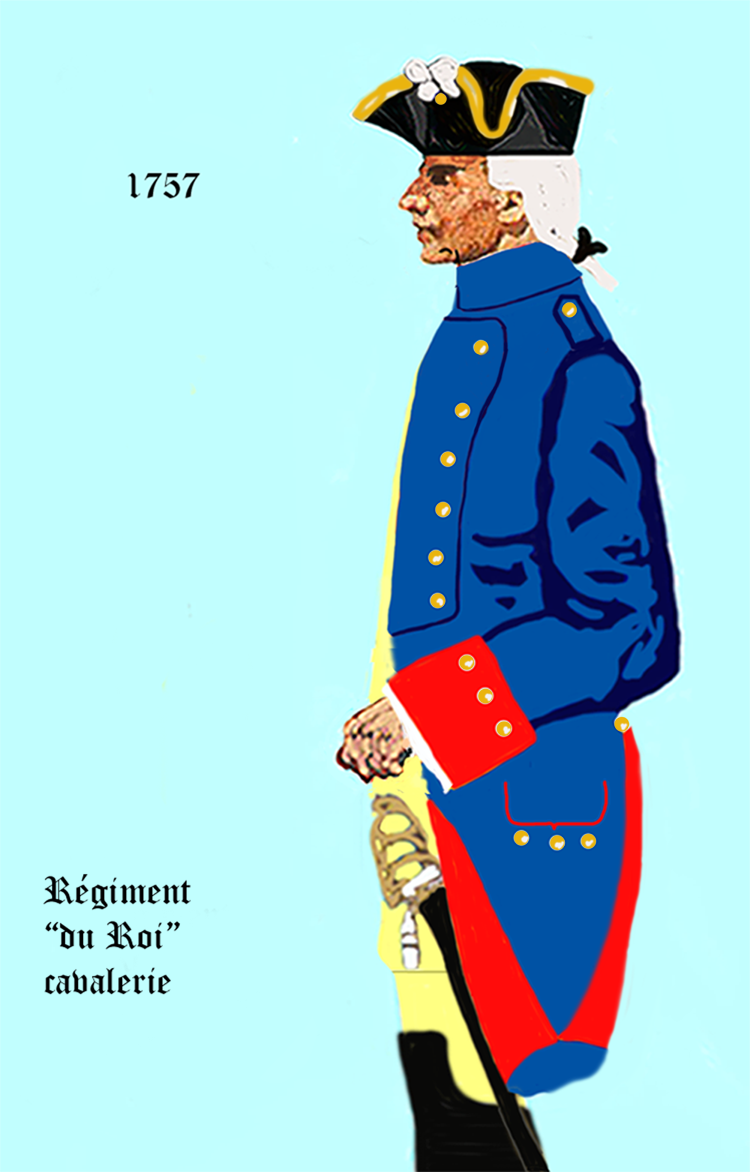
l'uniforme du régiment en 1757.
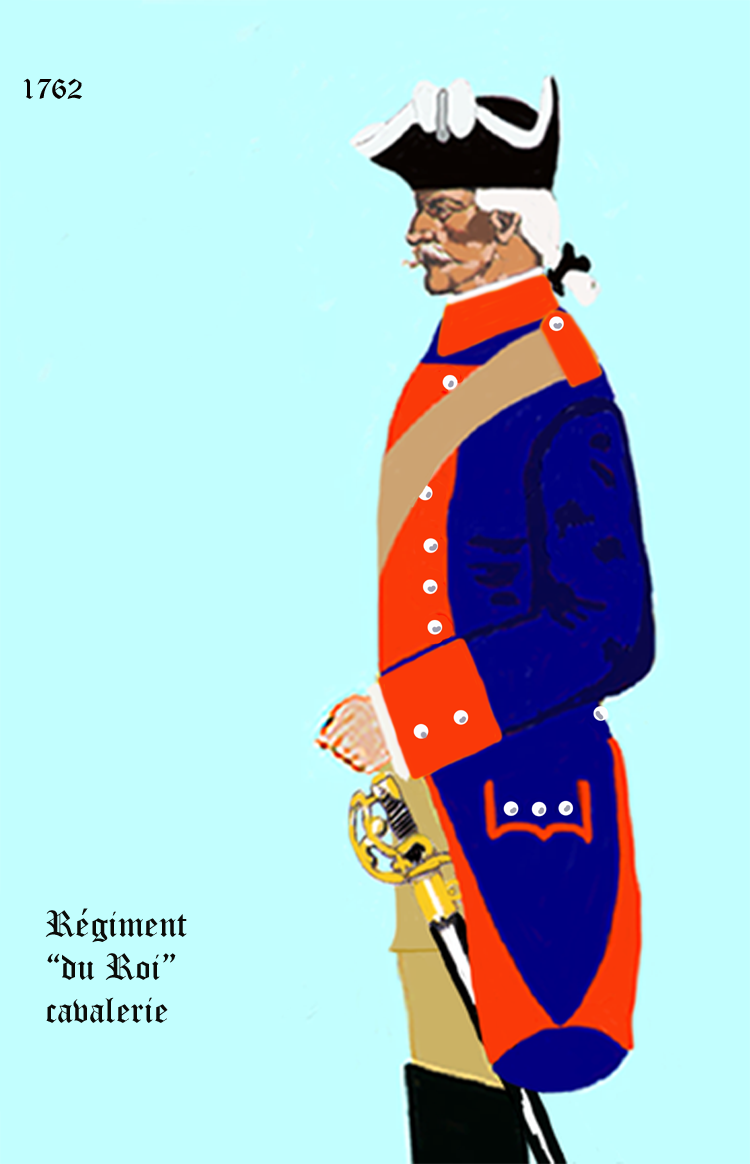
l'uniforme du régiment en 1762.
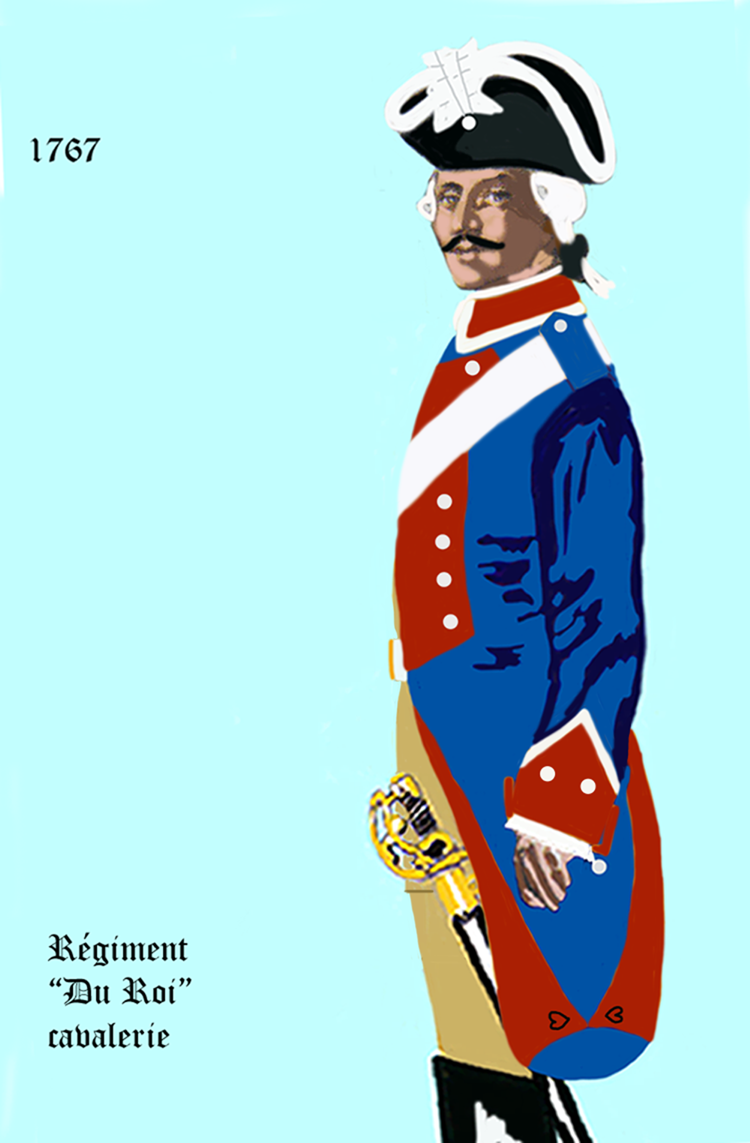
l'uniforme du régiment de 1767 à 1776.
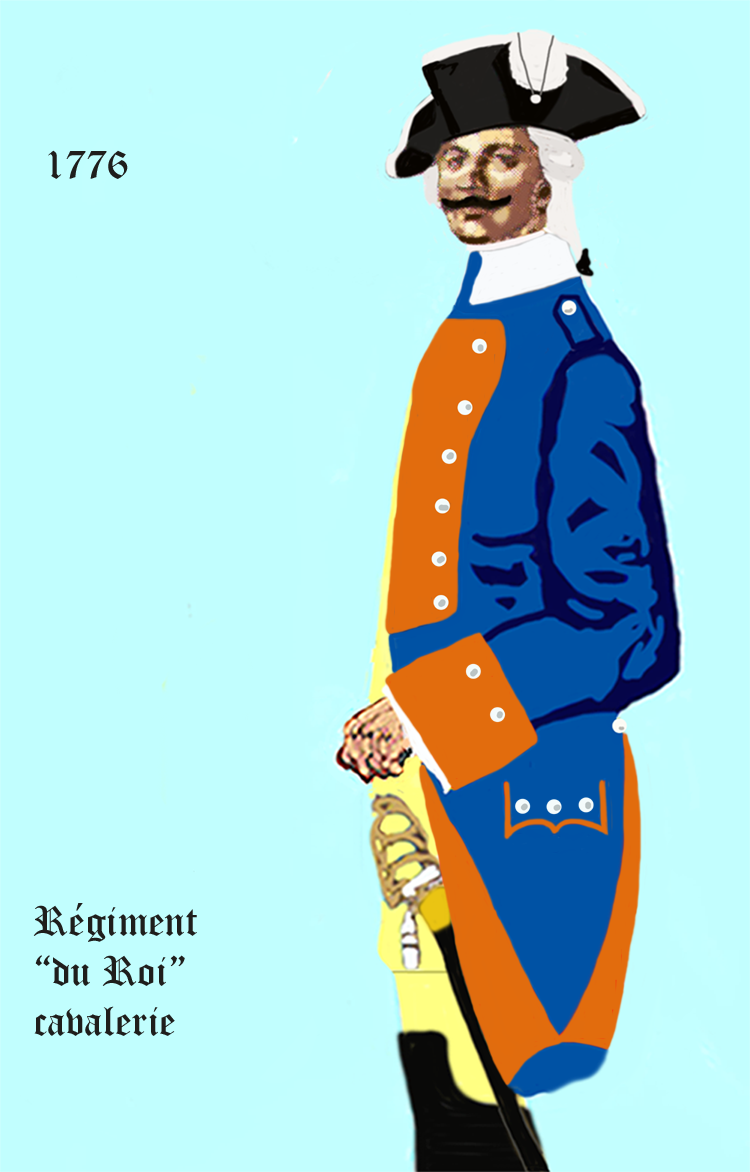
l'uniforme du régiment de 1776 à 1779.
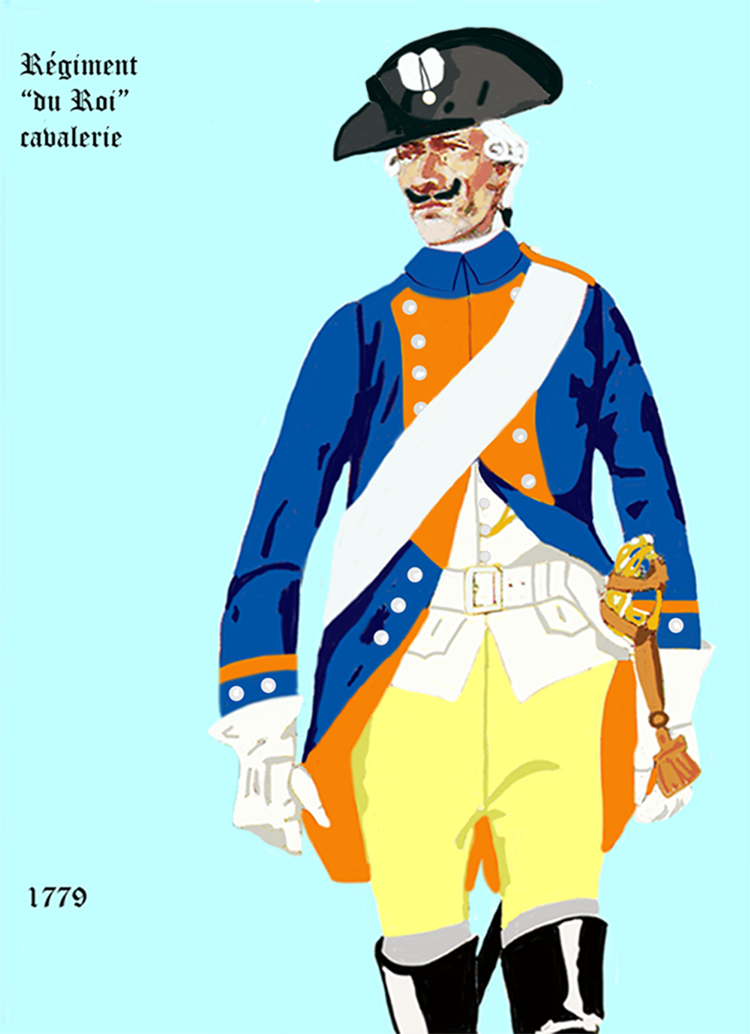
l'uniforme du régiment de 1779 à 1786
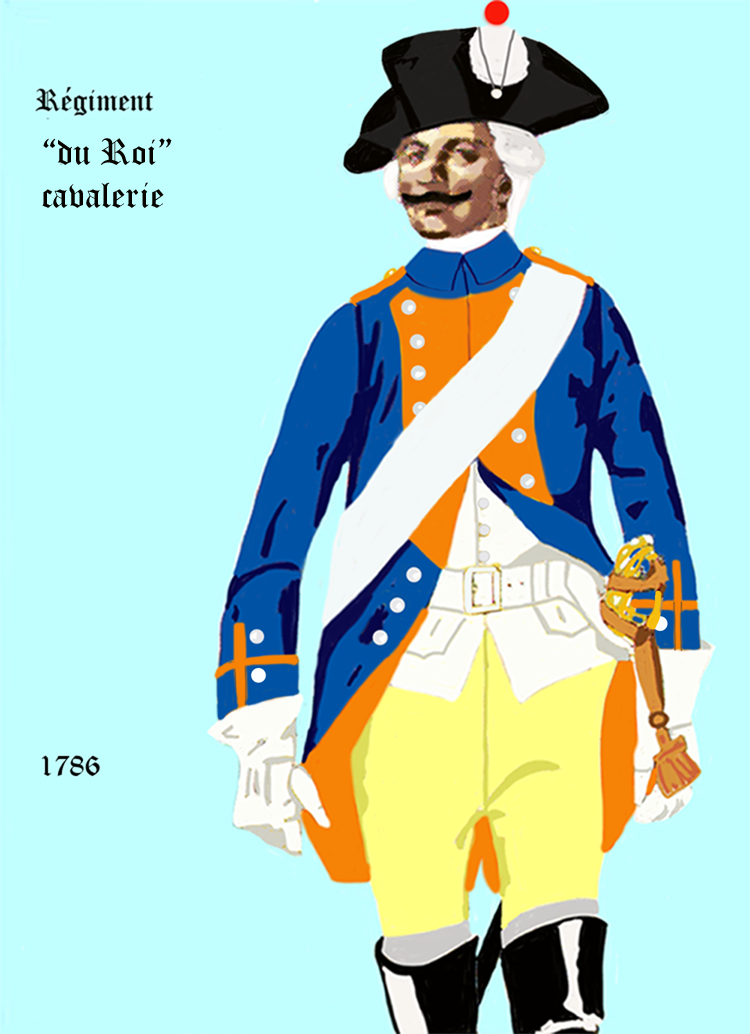
l'uniforme du régiment de 1786 à 1791

## Étendards d'Ancien Régime

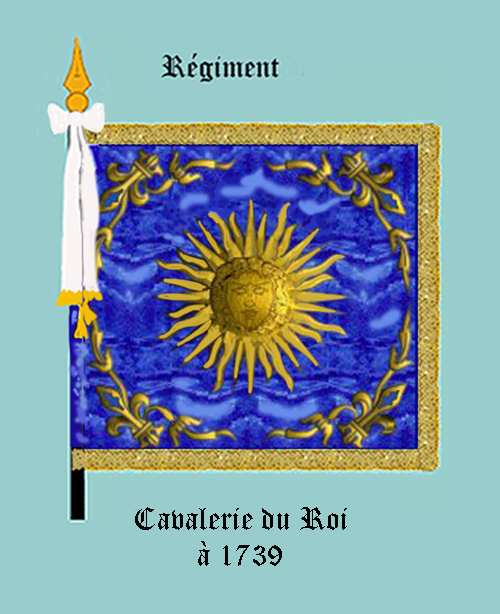
Étendard à 1739
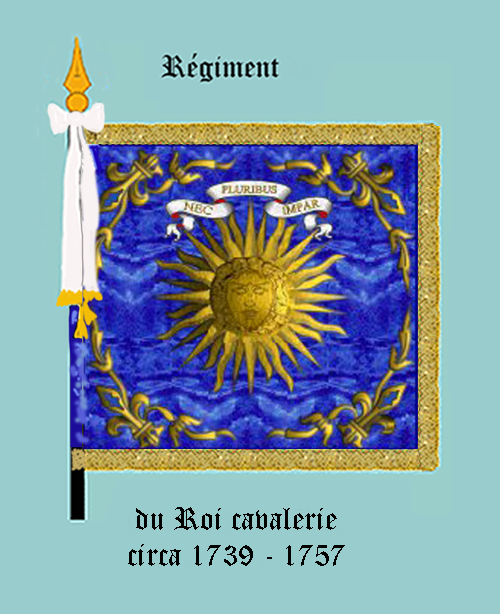
Étendard de 1739 à 1757
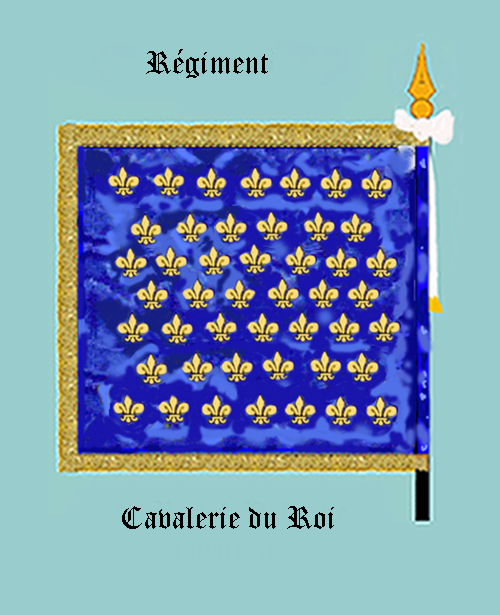
Étendard à 1757

## Personnages célèbres ayant servi au6eRC
A servi dans ce régiment au moins un homme resté célèbre: Il s'agit de l'écrivain Guy de Larigaudie, modèle des Routiers, alors maréchal des logis, et tombé au champ d'honneur le 11 mai 1940 à Bois-de-Musson; il était alors au II/25° GRCA, tout nouvellement créé.
Joseph Gérard (1834-1898) y a servi avant d'entrer dans l'escadron des cent-gardes.

## Sources et bibliographie
- Général de brigade Philippe Peress 31, rue Hoche 49400 Saumur.
- Musée des Blindés ou Association des Amis du Musée des Blindés 1043, route de Fontevraud, 49400 Saumur.
- Historique : le 6e régiment de cuirassiers, guerre de 1914-1918, Mayence, Walter, 57 p., lire en ligne sur Gallica.